# غيلبرت غراي
غيلبرت غراي (بالإنجليزية: Gilbert Gray)‏ هو متسابق يخت أمريكي، ولد في 1 يونيو 1902 في روستون في الولايات المتحدة، وتوفي في 27 يوليو 1981 في نيو أورلينز في الولايات المتحدة.

## وصلات خارجية
- غيلبرت غراي على موقع الاتحاد الدولي للملاحة الشراعية (موقع جديد) (الإنجليزية)
- غيلبرت غراي على موقع الاتحاد الدولي للملاحة الشراعية (موقع قديم) (الإنجليزية)
- غيلبرت غراي على موقع اللجنة الأولمبية الدولية (الإنجليزية)
- غيلبرت غراي على موقع أوليمبيديا (الإنجليزية)